# Damaru

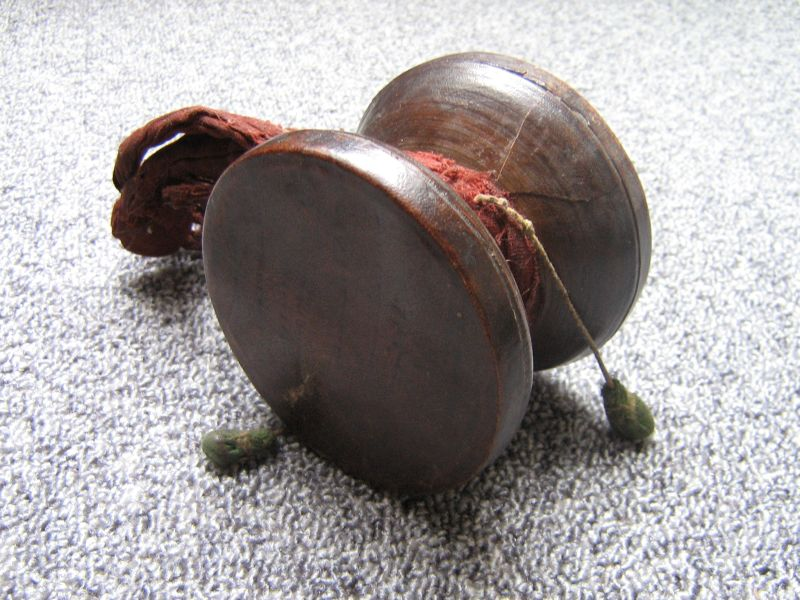
Damaru tibetà

Un damaru o tambor de mà és un tambor de dues cares, petit, de fusta i amb una forma que recorda la del rellotge de sorra, construït a partir de dos cranis humans invertits, símbol de la unió dels elements femenins i masculins de la vida. Una cinta de plata amb decoracions i pedres precioses com el coral i la turquesa connecta aquestes dues meitats.
Sol tenir una o dues cordes lligades amb una petita bala que fa un cascavelleig quan es toca, fent pivotar ràpidament el batedor amb un moviment rotatori.

## Història
Els orígens del damaru es remunten a la civilitzadió de Harappa, on apareix en un pictograma d'un manuscrit de la vall de l'Indus. Com a emblema des dels seus inicis, el damaru és un atribut de la mà dreta de Xiva en la seva forma de Nataraja, "Reina de la dansa", que el fa vibrar emetent sons per a crear el rime masculí (tala), subjacents a l'estructura melòdica femenina (raga) com a origen de l'univers.
Els venedors ambulants i els músics de carrer van emprar el damaru per cridar l'atenció del públic, amb aquest so d'staccato que evoca la urgència de la convocatòria. El disseny s'assembla a un rellotge de sorra fet amb fusta i pell de cabra. La pell del damaru de Xiva està tensionada amb una corda en ziga-zaga a tot el seu voltant, que permet alterar l'afinació segons la tensió que s'hi aplica. A cada cara del damaru s'hi lliguen unes petites boles o grànuls, que generen aquest so ràpid i característic al fer una rotació ràpida de l'instruments.
El damaru nepalès (nga-chung) té un disseny en forma de dos hemisferis buits, ajuntats pels seus vèrtexs en forma de cúpula. La mida pot variar de les 4 polzades que fa aquest a les 60 que pot fer-ne un de gran (gcod-rnga). Els petits solen estar tallats a mà amb forma de trèbol de quatre fulles o amb forma ovalada que recordi la forma del crani humà, originari de l'instrument. Les dues membranes estan tallades de la mateixa vitel·la, humitejada abans d'enganxar-la als dos hemisferis de fusta, de manera que quan aquestes s'assequen totes dues parts tenen la mateixa afinació. Les dues membranes sovint es tenyeixen o pinten de color verd i, en els damarus petits, hi solen aparèixer ornamentacions de serps o escates de peix. La part del mig, on s'uneixen ambdós hermisferis, s'adorna amb una cinta de brocat, metàl·lica o de cuir, amb tires amb roba o pedres que pengen.

## Simbologia
Els mantres sovint s'escrivien a l'interior d'aquests tambors. Aguantats amb la mà dreta, la "mà del mètode", el tambor de crani és un exemple de la síntesi de la tradició que va tenir lloc entre Bön i l'espiritualitat budista.
Tal és el seu paper com a atribut de Shiva o de la Olikini búdica. En aquest segon cas, el ritme està lligat a l'expansió del Dharma, a propòsit del qual Buda evoca el tambor d'immortalitat, el damaru.